# William Shepherd Benson
‎
William Shepherd Benson, ameriški admiral, * 25. september 1855, Macon, Georgia, † 20. maj 1932, Washington, D.C.
Po njem so poimenovali ladji USS Benson (DD-421) in USS Admiral W. S. Benson (AP-120).